# Ustawa o recyklingu pojazdów wycofanych z eksploatacji
Ustawa o recyklingu pojazdów wycofanych z eksploatacji z dnia 20 stycznia 2005 r. – polski akt prawny określający zasady postępowania z pojazdami wycofanymi z eksploatacji w sposób zapewniający ochronę życia i zdrowia ludzi oraz ochronę środowiska zgodnie z zasadą zrównoważonego rozwoju.
Ustawa zawiera rozdziały:
- Rozdział 1 Przepisy ogólne
- Rozdział 2 Obowiązki wprowadzających pojazdy
- Rozdział 3 Obowiązki właścicieli pojazdów
- Rozdział 4 Obowiązki przedsiębiorców prowadzących stacje demontażu
- Rozdział 5 Obowiązki przedsiębiorców prowadzących punkty zbierania pojazdów
- Rozdział 6 Obowiązki przedsiębiorców prowadzących strzępiarki
- Rozdział 7 Obowiązki organów administracji publicznej
- Rozdział 8 Przepisy karne
- Rozdział 9 Zmiany w przepisach obowiązujących
- Rozdział 10 Przepisy przejściowe i końcowe.

Ustawa określa prawa i obowiązki wszystkich stron uczestniczących w procesie recyklingu pojazdów wycofanych z eksploatacji.

## Nowelizacje
Ustawę znowelizowano kilkukrotnie. Ostatnia zmiana weszła w życie w 2020 roku.